# Hefe-Display
Das Hefe-Display ist eine biochemische Methode, mit der rekombinante Proteine und Peptide anhand ihrer Bindungseigenschaften (Affinität) oder anhand ihrer katalytischen Aktivität identifiziert und evolviert werden können. Dazu werden Mitglieder einer Protein-Bibliothek auf der Zelloberfläche von Hefen präsentiert. Das Hefe-Display ist eine In-vivo-Variante des molekularen Displays.

## Prinzip
Wesentlich bei allen Molekularen Display-Systemen ist die Kopplung von Genotyp und Phänotyp, d. h., das zu screenende Protein wird kovalent oder nicht-kovalent durch Kompartimentierung mit der zugehörigen genetischen Information gekoppelt. Das Prinzip des molekularen Displays basiert auf dem gemeinsamen Vorkommen eines Proteins und seiner codierenden DNA auf bzw. in einem Partikel oder einer Zelle (in diesem Falle sind es Hefen), wodurch anhand der Bindung an ein bereits vorliegendes Molekül ein Interaktionspartner aus einer Mischung von transgenen Hefen isoliert und vermehrt werden kann, dessen DNA dann ebenso vorliegt. Die dem rekombinanten Oberflächenprotein entsprechende DNA-Sequenz wird anschließend extrahiert, per PCR vervielfältigt und per DNA-Sequenzierung sequenziert. Über den genetischen Code ist dann auch die Aminosäuresequenz des bindenden Proteins bekannt.
Zur Identifikation eines Bindungspartners werden Genbibliotheken in das Gen agap2 kloniert. Zur gerichteten Evolution wird ein Fusionsprotein des zu verändernden Proteins mit dem Oberflächenprotein Aga2p erzeugt. Aga2p sticht aus der Glykokalyx der Zellmembran von Hefen heraus und dient natürlicherweise dem Zell-Zell-Kontakt bei der Paarung von Hefen. Bei dem Fusionsprotein wurde der proteinbindende Teil des Aga2p gegen das zu verändernde oder zu identifizierende Protein ersetzt. Durch MACS oder FACS werden die an ihr Zielprotein bindenden (affinen) Zellen selektiv isoliert.
Vorteile des Hefe-Displays gegenüber den in vitro und den prokaryotischen Verfahren ist die eukaryotische Glykosylierung des präsentierten Proteins und die Proteinqualitätskontrolle. Nachteile sind die zum Menschen ähnlichen, aber nicht identischen Glykosylierungen in Hefen und die vergleichsweise kleinere Genbibliothek.

## Anwendungen
Das Hefe-Display wird zur Selektion und zur gerichteten Evolution unter anderem von rekombinanten Antikörpern verwendet.